# 1893年のスポーツ
- 年度別スポーツ記事一覧

## アイスホッケー
- スタンレー・カップ優勝：モントリオールAAA (AHA)

## クリケット
- ジ・アッシズ優勝：イングランド（1勝0敗2分）

## 競馬

### イギリス
クラシック
- 2000ギニー - アイシングラス
- 1000ギニー - Siffleuse
- エプソムダービー - アイシングラス
- エプソムオークス - ミセスバターウィック
- セントレジャーステークス - アイシングラス

その他主要レース
- アスコットゴールドカップ - マルキオン
- グッドウッドカップ - Barmecide
- ドンカスターカップ - プリソナー
- エクリプスステークス - オーム
- チャンピオンステークス - Le Nicham
- グランドナショナル - クロイスター

### アメリカ合衆国
- ウィザーズステークス - ドクターライス
- ベルモントステークス - コマンチ
- ローレンスリアライゼーションステークス - デイリーアメリカン

### フランス
- パリ大賞典 - ラゴツキー
- ジョッケクルブ賞 - ラゴツキー

### オーストラリア
- メルボルンカップ - タコーラ

## ゴルフ

### 世界4大大会（男子）
- 全英オープン優勝者：ウィリー・オークターロニー（イギリス）

## サッカー

### イングランド
- フットボールリーグ1部（1892-1893シーズン）優勝：サンダーランド
- FAカップ決勝

ウルヴァーハンプトン・ワンダラーズ 1-0 エヴァートン

## テニス

### グランドスラム
- 全仏選手権　男子単優勝：ローラン・リブレー（フランス）
- ウィンブルドン　男子単優勝：ジョシュア・ピム（イギリス）、女子単優勝：ロッティ・ドッド（イギリス）
- 全米選手権　男子単優勝：ロバート・レン（アメリカ）、女子単優勝：アリーン・テリー（アメリカ）

## バドミントン
- イングランド・バドミントン協会結成

## ボート
- オックスフォード・ケンブリッジ大学対抗レガッタ優勝：オックスフォード大学

## 野球

### アメリカ大リーグ
- ナショナルリーグ優勝：ボストン・ビーンイーターズ

## ヨット
- アメリカスカップ

ビジラント（アメリカ） 3-0 バルキリー2号（イングランド）

## ラグビー
- ホームネイションズ

優勝：ウェールズ

## 自転車競技
- 第1回世界選手権自転車競技大会トラックレース （アメリカ合衆国・シカゴ）

男子アマチュア種目
- スクラッチ:アーサー＝アウグスタス・ジンマーマン（アメリカ合衆国）
- ドミフォン:ローレンス・マインセス（南アフリカ）
- 10kmレース:アーサー＝アウグスタス・ジンマーマン（アメリカ合衆国）

## 誕生
- 1月31日 - ジョージ・バーンズ（アメリカ、野球、+1978年）
- 2月10日 - ビル・チルデン（アメリカ、テニス、+1953年）
- 2月17日 - ウォーリー・ピップ（アメリカ、野球、+1965年）
- 3月24日 - ジョージ・シスラー（アメリカ、野球、+1973年）
- 4月5日 - クラス・ツンベルグ（フィンランド、スピードスケート、+1973年）
- 4月16日 - 三宅大輔（東京都、野球、+1978年）
- 4月17日 - マルグリット・ブロクディス（フランス、テニス、+1983年）
- 5月8日 - フランシス・ウィメット（アメリカ、ゴルフ、+1967年）
- 6月7日 - ギリス・グラフストローム（スウェーデン、フィギュアスケート、+1938年）
- 8月15日 - ユージン・クリキ（フランス、ボクシング、+1977年）
- 8月26日 - 豊國福馬（大分県、相撲、+1942年）
- 10月12日 - ジョージ・ホジソン（カナダ、水泳、+1983年）
- 12月10日 - 茂木善作（山形県、陸上競技、+1974年）[1]